# 林年男
林年男（はやし としお、1951年 - ）は、日本の建築家。久米設計建築設計部部長。
東京都生まれ。1970年、久米建築事務所入社。
担当作品では、仙台市科学館で、東北建築賞、公共建築100選入選。高崎シティホールで、BCS賞、東京ガス環境エネルギー館で神奈川建築コンクール優秀建築賞、雲仙岳災害記念館で日本建築学会賞建築選集入選、青葉台石橋
ピル本館で、東京建築賞などを受賞している。
その他作品に、スリランカ国マタラ教員養成大学、などがある。